# Ministère des Affaires féminines et des Enfants
Le ministère des Affaires féminines et des Enfants (Ministry of Women and Children's Affairs, MWCA) ou le ministère du Genre, des Enfants et de la Protection sociale (MGCSP) du Ghana est le ministère gouvernemental responsable de la formulation des politiques qui favorisent l'institutionnalisation et le développement des questions relatives aux femmes et aux enfants.  

## Histoire
Le ministère a été créé en 2001 par l'administration John Kufuor pour répondre spécifiquement aux problèmes rencontrés par les femmes et les enfants.  

## Ministre du MWCA et du MGCSP
Le chef du ministère est le ministre des Affaires féminines et des Enfants et le ministre de l'Égalité des sexes, des Enfants et de la Protection sociale. Gladys Asmah était la première personne à diriger ce ministère lors de sa création en 2001 et Nana Oye Lithur, lorsqu'il a été renommé MGCSP en février 2013.  
| Année       | Ministre               |
| ----------- | ---------------------- |
| 2001-2005   | Gladys Asmah           |
| 2005-2009   | Alima Mahama           |
| 2009-2010   | Akua Dansua            |
| 2010-2012   | Juliana Azumah-Mensah  |
| 2013-2017   | Nana Oye Lithur        |
| 2017-2018   | Otiko Afisa Djaba      |
| Depuis 2018 | Cynthia Mamle Morrison |

## Buts et objectifs du ministère
Le ministère a parmi ses objectifs la formulation de politiques et de directives sur le genre et les enfants, propose des programmes qui promeuvent les affaires des femmes et des enfants et le développement d'institutions qui encouragent l'autonomisation des femmes. 

## Plaidoyer
Le rôle du ministère le pousse à plaider pour un meilleur traitement des femmes et des enfants. Les sujets de préoccupation qui reviennent au premier plan sont traités par le ministère. L'un de ces problèmes a été posé en 2011, lorsque le ministère a annoncé qu'il entreprendrait, en collaboration avec le Département ghanéen de la protection sociale, un nouvel enregistrement des orphelinats du pays. Cela était dû aux publications des médias sur la mauvaise gestion de certains orphelinats du pays, dans le but d'éliminer les licences non autorisées du système. Les publications indiquent que les orphelinats sont utilisés comme points de transit pour le trafic d'enfants et sont devenus des lieux de maltraitance pour les détenus.  

## Prix
En 2011, le ministère a célébré la Journée internationale des femmes à Accra. Au cours de la célébration, la première remise des Ghana Women of Excellence Awards a eu lieu au Accra International Conference Centre (en). La journée de remise des prix avait pour thème « L'autonomisation de la femme ghanéenne pour le développement national ». 34 femmes ghanéennes ont été honorées lors de la cérémonie pour leur contribution au développement national.  

## Réalisations
Depuis 2001, le ministère a travaillé sur plusieurs questions intéressant à la fois les femmes et les enfants. Ils comprennent :  
- Abolir la traite des enfants ;
- Augmenter le nombre de femmes dans les principaux secteurs gouvernementaux ;
- Éduquer les femmes sur la violence domestique ;
- Amélioration de la législation sur la violence familiale.

## Voir également
- Condition féminine au Ghana (en)